# Télédiffusion en Suisse
La télédiffusion en Suisse désigne un système de transport de programmes radiophoniques sur des lignes téléphoniques établi en 1931 et ayant fonctionné jusqu'en 1998.
Deux systèmes ont été utilisés :

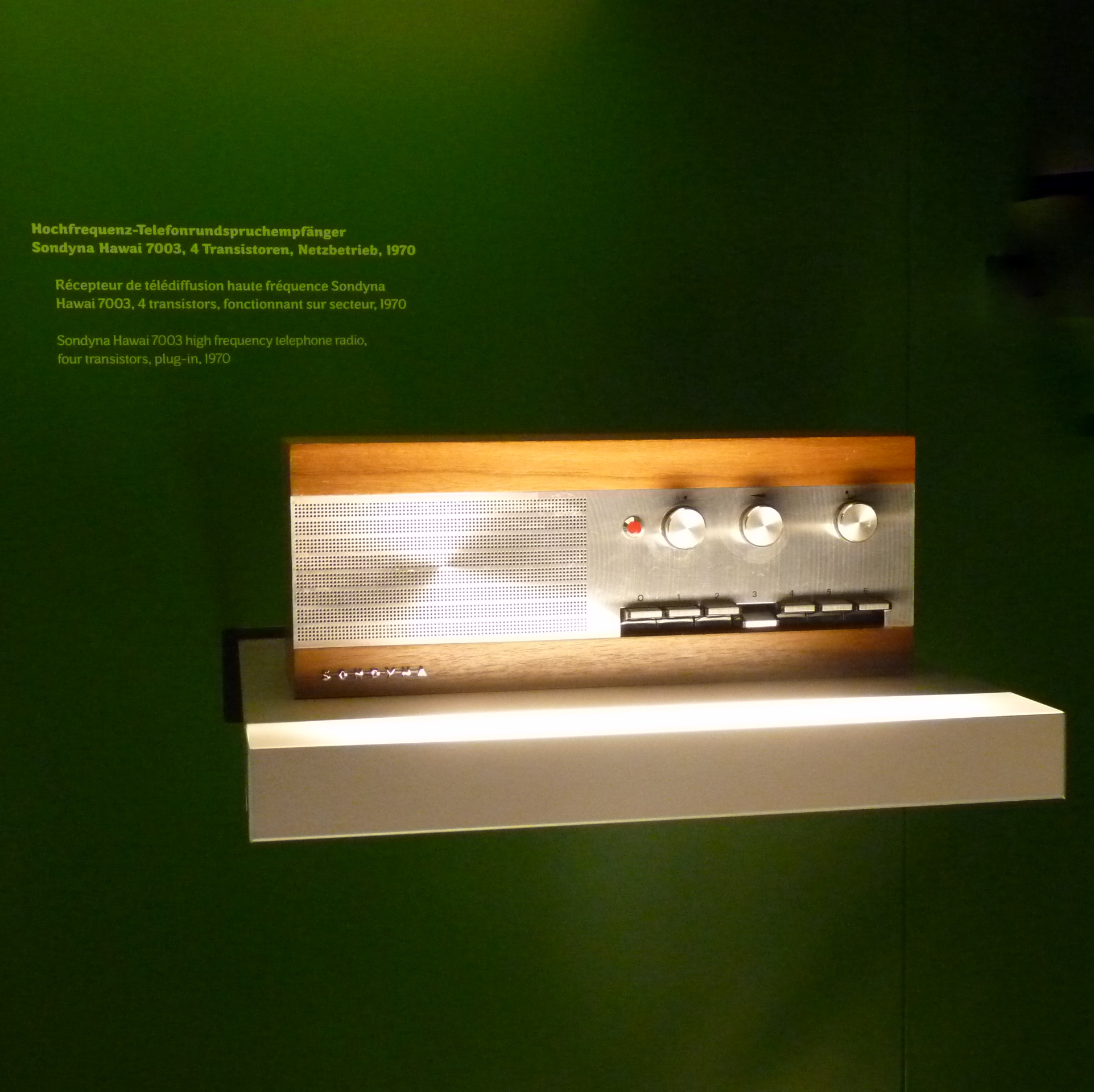
Télédiffuseur Sondyna pour la télédiffusion par lignes téléphoniques, 1970 en Suisse

- La télédiffusion basse-fréquence (TD-BF) où le signal d'un seul programme était acheminé vers l'abonné sur sa ligne téléphonique, un sélecteur de programme installé dans le central téléphonique permettait à l'abonné de sélectionner, par une série d'impulsions, le programme désiré parmi les six proposés[2].
- La télédiffusion haute-fréquence (TD-HF) où les six programmes étaient modulés en modulation d'amplitude sur six porteuses dans la gamme des ondes longues qui pouvaient être reçues par un récepteur de radio ordinaire ou par un récepteur spécial nommé télédiffuseur comportant six touches préréglées correspondant aux six programmes à recevoir[3],[4].

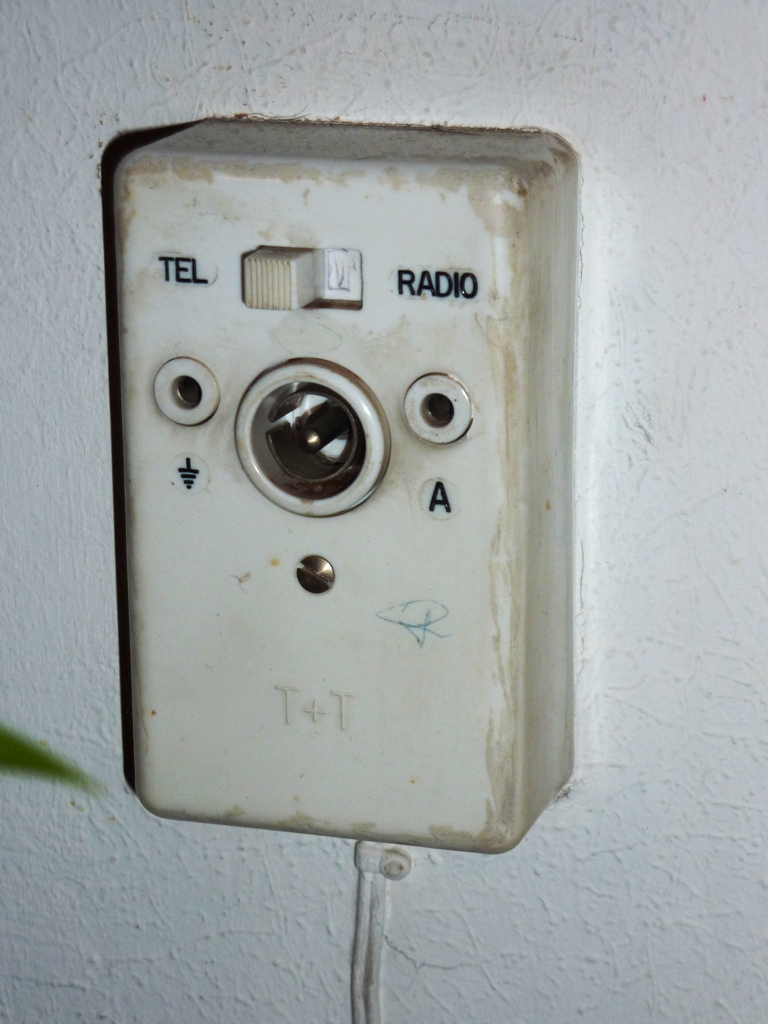
Conjoncteur de télédiffusion HF avec commutation télédiffusion-radio pour la télédiffusion par lignes téléphoniques, Type G Modell 66 en Suisse

.